# Polystichum punctiferum
Polystichum punctiferum är en träjonväxtart som beskrevs av Carl Frederik Albert Christensen. Polystichum punctiferum ingår i släktet Polystichum och familjen Dryopteridaceae. Inga underarter finns listade.